# 吉川市立吉川中学校
吉川市立吉川中学校（よしかわしりつ よしかわちゅうがっこう）は、埼玉県吉川市にある公立中学校。

## 沿革
- 2020年（令和2年）6月1日 - 吉川市立南中学校の分離として新型コロナウイルス感染症対策のため予定より2ヶ月遅れで開校。
  - 同日、6月1日を開校記念日に定める。
- 2020年（令和2年）6月16日 - 吉川市立吉川中学校開校式が行われる[1]。
- 2021年（令和3年）1月19日 - 校歌が完成する[2]。
- 2021年（令和3年）2月9日 - 校歌が発表される[3]。

## 部活動
運動部
- 陸上部
- サッカー部
- ハンドボール部
- 卓球部
- バドミントン部
- 剣道部
- バレーボール部（男・女）
- ソフトテニス部（女）
- バスケットボール部（男・女）
- 野球部

文化部
- 吹奏楽部
- 家庭科部
- コンピューター部
- 美術部
- 科学部

## 校内施設
建物は4階建て。
東西方向に教室が並ぶ形になっている。
2階以外のフロアの中央部にはホールがある。
1階 1年生の教室　体育館　保健室　調理室　被服室　技術室　音楽室(第1.2)
2階 職員室　武道場　コンピューター室　図書室　美術室　コミュニティールーム　特別支援学級の教室
3階 3年生の教室　理科室(第1.2)
4階 2年生の教室　プール　更衣室(プールの時のみ)